# Garoowe
Garoowe je hlavní město státu Puntland v somálském regionu Nugaal. Nachází se zde parlament, prezidentský palác a úřady ministerstev.
V Garoove žije 57 300 obyvatel, a je tak třetím největším městem regionu po městech Boosaaso a Gaalkacyo. Garrowe je geografickým středem státu Puntland a prochází jím severo-jižní somálská dálnice. Město se nachází na strategickém místě mezi dálnicemi spojujícími největší města jižního a severního Somálska. Ve městě se nachází množství škol a velká nemocnice. Město je domovem Puntlandské státní univerzity.